# Две версии одного столкновения
«Две ве́рсии одного́ столкнове́ния» — советский широкоформатный художественный фильм, снятый в жанре политического детектива на Одесской киностудии в 1984 году режиссёром Вилленом Новаком. Премьера фильма состоялась в июле 1985 года.

## Сюжет
Начинается картина со столкновения судов в Индийском океане: советский сухогруз «Березина» в открытом океане протаранил нефтяной танкер «Уайт стар», ушедший под либерийским флагом, в результате чего тот затонул. Капитана «Березины» Алексея Лосева временно отстраняют от работы. Советскому Черноморскому пароходству иностранная компания предъявляет для возмещения ущерба крупный иск и настаивает на проведении суда в Нью-Йорке. Юристы — американец Юджин Богарт и советский эксперт Екатерина Кравченко — в ходе расследования выясняют, что пароходная компания, которой принадлежал танкер — на грани банкротства. Они быстро поняли, что дело с обвинением в адрес советской стороны «шито белыми нитками»: застрахованное на большую сумму иностранное судно вышло в море, чтобы затонуть.
В дело вмешивается ЦРУ, операцией руководит Френдли. Сына Екатерины Виктора пытаются скомпрометировать с помощью подосланной сотрудницы ЦРУ Нэнси. Капитана Мадзони убивают, чтобы тот не смог сообщить нужную следствию информацию. Шантажом и угрозами заставляют отказаться от участия в процессе и адвоката Богарта. Тем не менее он продолжает дело.
Советской стороне удаётся доказать то, что столкновение подстроено: танкер заранее разгрузил нефть в порту Дурбан, к моменту столкновения он шёл пустой и специально подставился под удар. Найденная и сохранённая радистом Питом запись разговора на капитанском мостике «Уайт Стар» помогла изобличить американскую сторону и выявить вмешательство в эту провокацию ЦРУ.

## В ролях
| Актёр              | Роль                                                |
| ------------------ | --------------------------------------------------- |
| Жанна Прохоренко   | советский юрист-эксперт Екатерина Кравченко         |
| Николай Олялин     | капитан теплохода «Березина» Алексей Петрович Лосев |
| Игорь Горбачёв     | адвокат Юджин Богарт                                |
| Олег Куликович     | Виктор                                              |
| Дмитрий Щеглов     | радист танкера «Уайт стар» Пит                      |
| Арнис Лицитис      | сотрудник ЦРУ Френдли                               |
| Елена Кондулайнен  | Нэнси                                               |
| Лев Золотухин      | Андрей Терентьевич Добров                           |
| Всеволод Шиловский | Жигалов                                             |
| Котэ Махарадзе     | капитан танкера «Уайт стар» Карло Мадзони           |
| Улдис Лиелдиджс    | Мэтчем                                              |
| Юрис Каминскис     | куратор ЦРУ                                         |
| Анатолий Азо       | капитан советского теплохода «Леонид Соболев»       |
| Мартиньш Вилсонс   | агент ЦРУ                                           |
| Виталий Дорошенко  | пассажирский помощник                               |
| Пётр Шелохонов     | дипломат Петров                                     |
| Харий Швейц        | бородач                                             |
| Василий Векшин     | эпизод                                              |
| Галина Шмакова     | эпизод                                              |
| Леонард Тубелевич  | метрдотель                                          |
| Игорь Шелюгин      | участник совещания                                  |